# Strumigenys perplexa

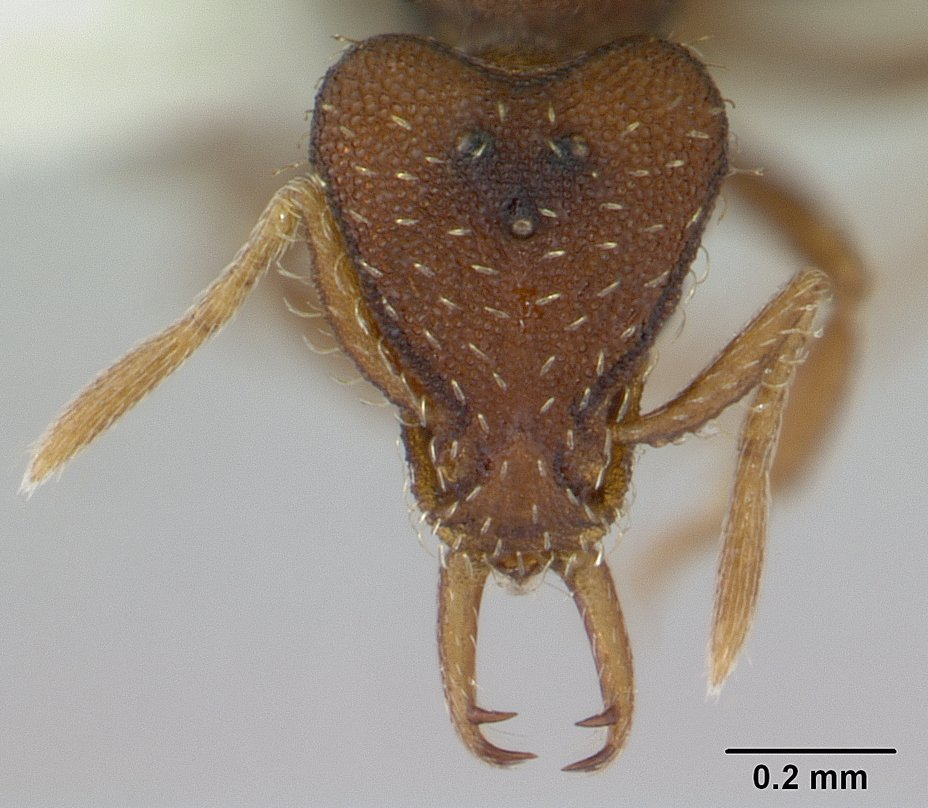
Голова

Strumigenys perplexa (лат.) — вид мелких земляных муравьёв из подсемейства Myrmicinae.

## Распространение
Австралия, Новая Зеландия. Будучи наиболее обычным и широко распространённым дацетиновым муравьём в Австралии, S. perplexa встречается также в Новой Зеландии и на островах Лорд-Хау, Норфолк и Филип.
В 2021 году впервые обнаружен в Европе на острове Гернси в проливе Ла-Манш (Нормандские острова) в качестве инвазивного вида.

## Описание
Мелкие скрытные муравьи с сердцевидной головой, расширенной кзади. Длина рабочих 2,0 — 2,6 мм, самки около 3 мм. Апикальная форма правой мандибулы с одним интеркалярным элементом, небольшим зубцом, выходящим из дорсальной поверхности апиковентрального зубца, около его основания; при дорсальном виде диск постпетиоля от большей части до полной нескульптурирован; передний край скапуса усика с первичным рядом изогнутых волосков отчётливо лопатчатых, вторичные волоски на переднем крае и дорсальной стороне скапуса намного короче и намного стройнее. Проподеум с короткими зубцами. Петиоль с длинной стебельчатой частью. Апикальная вилка жвал из 3 зубцов (длина головы HL 0,53—,65 мм, ширина головы HW 0,42—0,49 мм, мандибулярный индекс MI 34—48). Усики 6-члениковые. Основная окраска коричневая. Мандибулы длинные, узкие (с несколькими зубцами). Глаза расположены внутри усиковых желобков-бороздок, вентро-латеральные. Нижнечелюстные щупики 1-члениковые, нижнегубные щупики состоят из 1 сегмента (формула 1,1). Стебелёк между грудью и брюшком состоит из двух члеников: петиолюса и постпетиолюса (последний чётко отделён от брюшка), жало развито, куколки голые (без кокона). Специализированные охотники на коллембол.
S. perplexa является хозяином социально паразитического вида Strumigenys xenos (Brown, 1955; Taylor, 1968a).

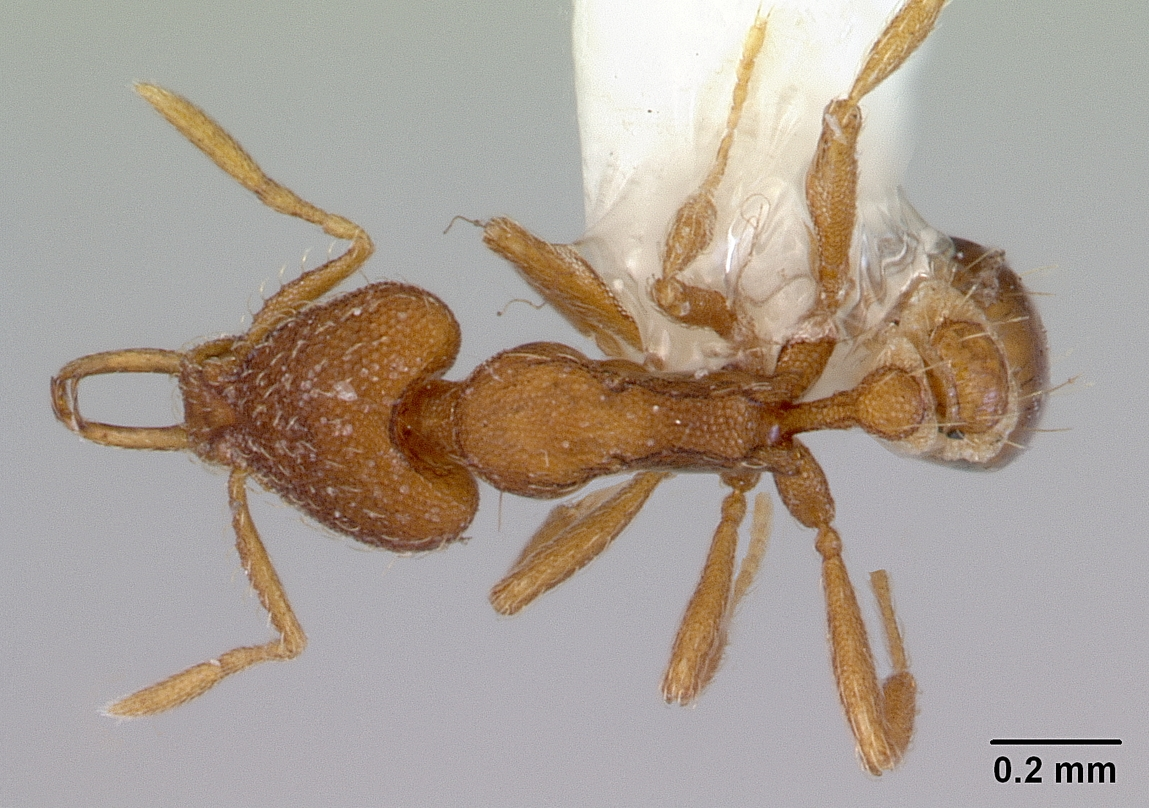
Вид сверху
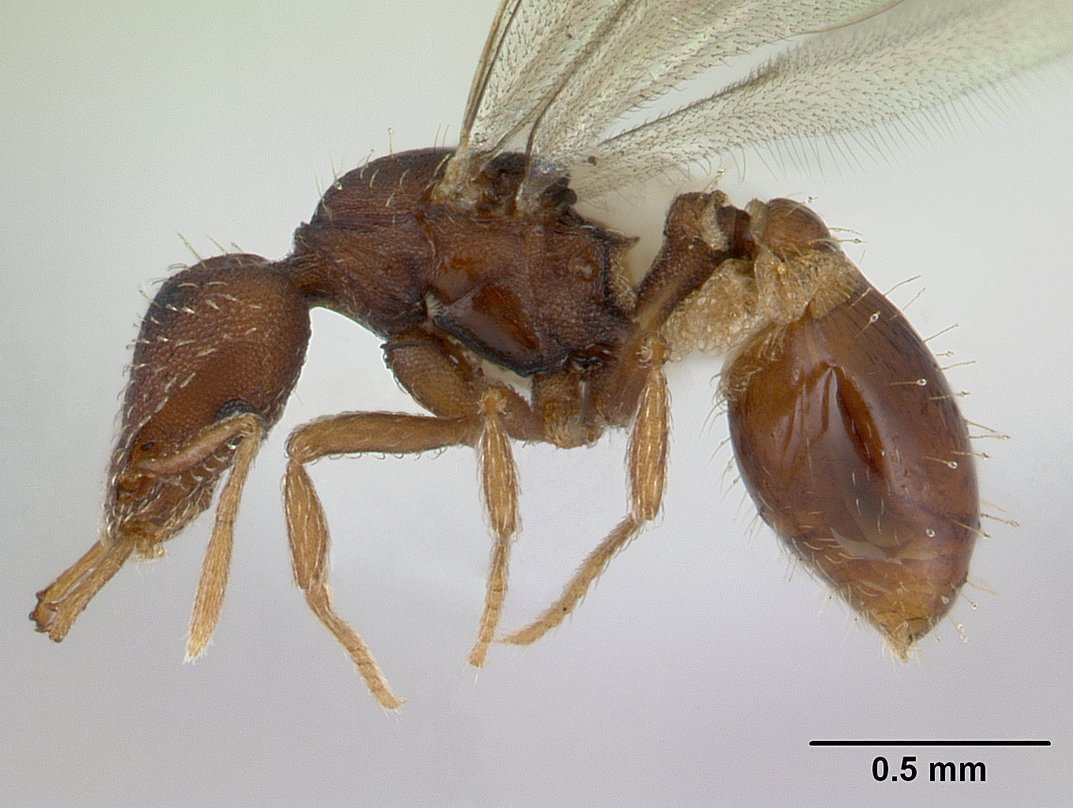
Самка с крыльями
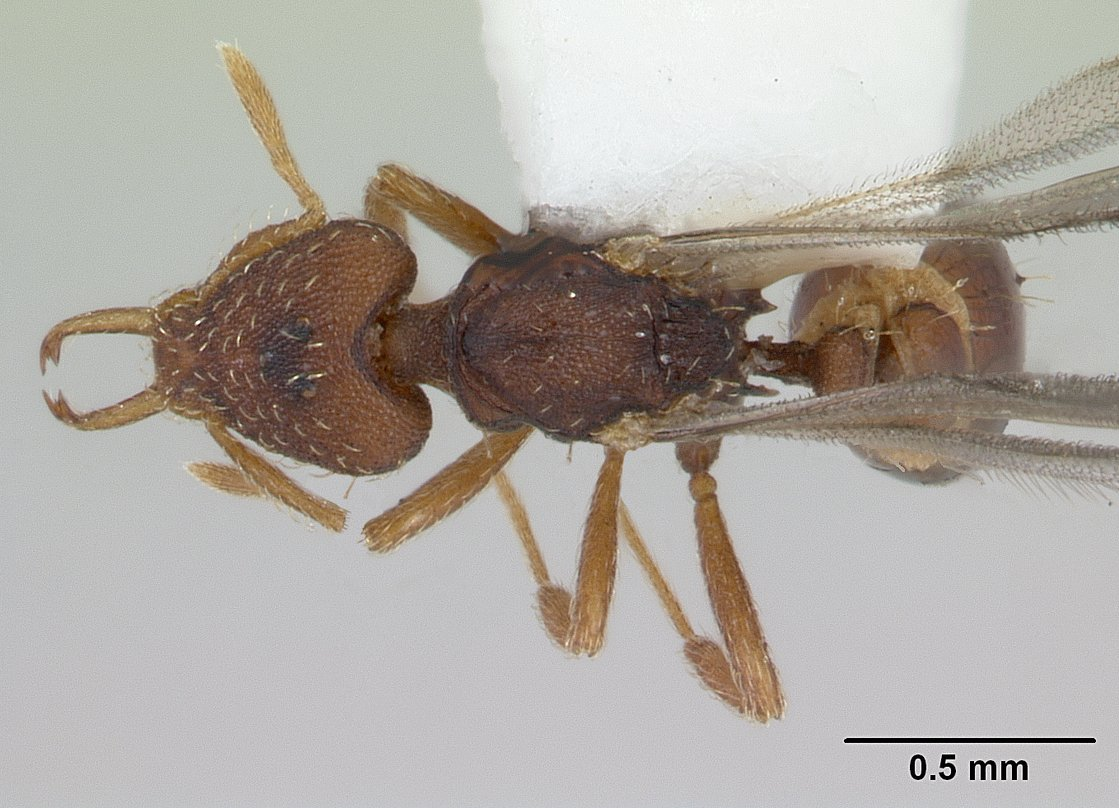
Самка сверху

## Систематика
Вид был впервые описан в 1876 году английским энтомологом Фредериком Смитом под названием Orectognathus perplexus Smith, 1876. Включён в видовую группу S. godeffroyi и комплекс signeae (триба Dacetini). Среди австралийских представителей комплекса signeae вид perplexa, вместе с Strumigenys geryon, Strumigenys gryphon, Strumigenys cingatrix и Strumigenys deuteras, характеризуются и легко узнаваемы по 3 или 4 парам жёстких прямостоячих волосков на мезонотуме. Из них geryon и gryphon имеют многочисленные длинные тонкие волоски на первом тергите брюшка, которые мелко нитевидные или жгутиковые, в то время как брюшные волоски у остальных видов короткие, жёстко прямые и, как правило, тупые в верхней части.